# Francesc de Verntallat
Francesc de Verntallat (Sant Privat d'en Bas, entre 1426 i 1428 - Sant Feliu de Pallerols, entre 1498 i 1499) fou un noble català que va participar en la Guerra dels remences.
Membre de la baixa noblesa, Francesc de Verntallat o de Puigpardines era un home senzill que vivia del seu propi llaurar i cavar. El febrer de 1446 es va casar amb Joana Noguer, una pagesa de remença de Batet de la Serra i es traslladà a viure al Mas Noguer, de la Baronia de Santa Pau Formava part del Braç Reial dels cavallers, generosos i homes de paratge del Principat de Catalunya, més endavant coneguts com a gentilhomes de Catalunya.

## Primera guerra remença
Quan va esclatar la Guerra civil catalana, entre la Generalitat i Joan el Gran, la baixa noblesa es va posar del costat del rei, qui va aprofitar el contacte que hi havia entre la pagesia remença i els gentilhomes per apropar a la seva causa el conjunt dels pagesos.
Francesc de Verntallat va organitzar un petit exèrcit de pagesos a les zones pirinenques que va assaltar el castell de Bestracà, on el senyor retenia un remença que no volia o no podia pagar. Més tard, va assetjar el Castell de Castellfollit per una causa similar. Durant el setge de Girona va ser cridat per la reina Joana Enríquez per a ajudar-la en la defensa de la ciutat, on ella i l'Infant Ferran eren retinguts, però la seva columna fou rebutjada. Agraïda per l'actuació dels remences, la reina li va donar el títol de Capità Reial. A partir d'aquell moment, els seus homes plenament identificats amb ell, van començar a ésser coneguts com a Verntallats.
Verntallat i el seu exèrcit van ocupar Olot, Castellfollit de la Roca, Banyoles i els castells de la muntanya i van lluitar en inferioritat numèrica contra els diferents caps de les forces de la Generalitat: Hug Roger III de Pallars, Enric IV de Castella, Pere de Portugal i Joan de Lorena.
La guerra tingué alts i baixos fins que finalment el 28 d'octubre del 1472, les tropes de Joan II entraren a Barcelona, on se signà la Capitulació de Pedralbes, per la qual Catalunya conservava els seus furs i privilegis.
Les tropes remences estaven organitzades en capitanies i subcapitanies i així, de cada tres pagesos, dos conreaven la terra del tercer, el qual era mobilitzat. Aquest sistema de reclutament va perdurar en les diferents forces guerrilleres que va haver-hi al país.

## Segona guerra remença
El 1484 va esclatar la Segona Guerra Remença, dirigida pel seu antic lloctinent, Pere Joan Sala, però Verntallat se'n va mantenir al marge. Després de la derrota de Sala, els senyors es veien com a guanyadors de la guerra i estaven disposats a mantenir i fins i tot a accentuar els mals usos, però Verntallat mantenia en el seu poder els castells de la muntanya i les seves forces.
El comte de Tendilla, destinat pel rei a acabar la guerra, va buscar a Verntallat com a representant dels pagesos per a arribar a l'acord de la Sentència de Guadalupe. Un cop aconseguides les principals reivindicacions remences, Verntallat va romandre un temps a la cort dels Reis Catòlics fins que va tornar al seu Castell de Sant Feliu de Pallerols on va morir a finals de segle xv.